# Ignazio Dionisi
Alessandro Ignazio Dionisi (* 27. Februar 1913 in Mailand; † 1. Oktober 1994 ebenda) war ein italienischer Eishockeyspieler.

## Karriere
Ignazio Dionisi nahm für die italienische Eishockeynationalmannschaft an den Olympischen Winterspielen 1936 in Garmisch-Partenkirchen und 1948 in St. Moritz teil. Auf Vereinsebene spielte er für den Hockey Club Milano, mit dem er in den Jahren 1933, 1934, 1947 und 1948 jeweils den italienischen Meistertitel gewann. Zudem wurde er in den Jahren 1935 und 1936 Italienischer Meister mit dem HC Diavoli Rossoneri Milano, 1941 mit dem Fusionsverein AMDG Milano und in den Jahren 1950 und 1952 mit dem HC Milano Inter.

## Erfolge und Auszeichnungen
- 1933 Italienischer Meister mit dem Hockey Club Milano
- 1934 Italienischer Meister mit dem Hockey Club Milano
- 1935 Italienischer Meister mit dem HC Diavoli Rossoneri Milano
- 1936 Italienischer Meister mit dem HC Diavoli Rossoneri Milano
- 1941 Italienischer Meister mit der AMDG Milano
- 1947 Italienischer Meister mit dem Hockey Club Milano
- 1948 Italienischer Meister mit dem Hockey Club Milano
- 1950 Italienischer Meister mit dem HC Milano Inter
- 1952 Italienischer Meister mit dem HC Milano Inter